# 2028
2028 (MMXXVIII) kommer att bli ett skottår som börjar en lördag i den gregorianska kalendern.

## Framtida händelser

### Juni
- Juni–juli – Europamästerskapet i fotboll förväntas spelas.

### Juli
- 14–30 juli - De 34:e olympiska sommarspelen förväntas äga rum i Los Angeles i Kalifornien i USA.

### Augusti
- 15–27 augusti - Paralympiska sommarspelen förväntas äga rum i Los Angeles i Kalifornien i USA.

### Oktober
- 26 oktober – Asteroiden (35396) 1997 XF11 beräknas komma så nära jorden som 930 000 mil.

### November
- 7 november - Presidentval förväntas hållas i USA.[1]

### Okänt datum
- Grön linjens tunnelbana till Arenastaden i Solna förväntas invigas.